# Lago di Santa Luce
Lago di Santa Luce este o arie protejată (arie specială de conservare — SAC, sit de importanță comunitară — SCI) din Italia întinsă pe o suprafață de 525 ha, integral pe uscat.

## Localizare
Centrul sitului Lago di Santa Luce este situat la coordonatele 43°26′38″N 10°31′07″E / 43.443889°N 10.518611°E.

## Înființare
Situl Lago di Santa Luce a fost declarat sit de importanță comunitară în octombrie 2010 pentru a proteja 69 de specii de animale. Situl a fost protejat și ca arie specială de conservare în mai 2016.

## Biodiversitate
Situată în ecoregiunea mediteraneană, aria protejată conține 4 habitate naturale: Galerii de Salix alba și de Populus alba, Lacuri eutrofice naturale cu vegetație de tip Magnopotamion sau Hydrocharition, Pajiști umede mediteraneene cu ierburi înalte de Molinio-Holoschoenion, Râuri cu maluri nămoloase cu vegetație de Chenopodion rubri p.p. și Bidention p.p..
La baza desemnării sitului se află mai multe specii protejate de  păsări (69): lăcar mare (Acrocephalus arundinaceus), privighetoare-de-baltă (Acrocephalus melanopogon), lăcar-de-lac (Acrocephalus scirpaceus), fluierar de munte (Actitis hypoleucos), ciocârlie-de-câmp (Alauda arvensis), pescăruș albastru (Alcedo atthis), rață sulițar (Anas acuta), rață pitică (Anas crecca), rață mare (Anas platyrhynchos), fâsă de luncă (Anthus pratensis), egretă mare (Ardea alba), stârc cenușiu (Ardea cinerea), stârc roșu (Ardea purpurea), stârc galben (Ardeola ralloides), ciuf-de-pădure (Asio otus), cucuvea (Athene noctua), rață-cu-cap-castaniu (Aythya ferina), rața moțată (Aythya fuligula), rață roșie (Aythya nyroca), buhai de baltă (Botaurus stellaris), șorecarul comun (Buteo buteo), caprimulg (Caprimulgus europaeus), Cettia cetti, barză albă (Ciconia ciconia), erete de stuf (Circus aeruginosus), erete vânăt (Circus cyaneus), erete cenușiu (Circus pygargus), Cisticola juncidis, botgros (Coccothraustes coccothraustes), lăstun de casă (Delichon urbicum), egretă mică (Egretta garzetta), presură sură (Emberiza calandra), presură de grădină (Emberiza hortulana), presură de stuf (Emberiza schoeniclus), vânturel roșu (Falco tinnunculus), lișiță (Fulica atra), ciocârlan (Galerida cristata), becațină comună (Gallinago gallinago), găinușă de baltă (Gallinula chloropus), rândunică (Hirundo rustica), stârc pitic (Ixobrychus minutus), capîntortură (Jynx torquilla), sfrâncioc roșiatic (Lanius collurio), pescăruș sur (Larus canus), grelușel-de-zăvoi (Locustella luscinioides), rață fluierătoare (Mareca penelope), Mergus serrator, prigoare (Merops apiaster), gaia neagră (Milvus migrans), Numenius arquata arquata, stârc de noapte (Nycticorax nycticorax), ciuf-pitic (Otus scops), vultur pescar (Pandion haliaetus), vrabie de câmp (Passer montanus), viespar (Pernis apivorus), Phoenicopterus ruber, ciocănitoarea verde (Picus viridis), corcodel mare (Podiceps cristatus), lăstun de mal (Riparia riparia), Spatula clypeata, rață cârâitoare (Spatula querquedula), huhurez mic (Strix aluco), corcodel mic (Tachybaptus ruficollis), călifar alb (Tadorna tadorna), fluierar cu picioare verzi (Tringa nebularia), fluierarul cu picioare roșii (Tringa totanus), sturz (Turdus pilaris), strigă (Tyto alba), nagâț (Vanellus vanellus)
Pe lângă speciile protejate, pe teritoriul sitului au mai fost identificate 5 specii de plante, 2 specii de amfibieni, 2 specii de mamifere, 1 specie de pești.